# Agó Páez Vilaró
Agó Páez Vilaró, née le 10 décembre 1954, est une artiste peintre et sculptrice uruguayenne.

## Biographie
Elle est la fille du peintre Carlos Páez Vilaró et la sœur de Carlos Páez Rodríguez, plus jeune survivant de la catastrophe du vol Fuerza Aérea Uruguaya 571 survenue dans la Cordillère des Andes en 1972.
Issue d'une famille d'artistes, elle reçoit en 1976 son premier apprentissage en dessin de la part du professeur Vicente Martín. L'année suivante, elle suit des cours de peinture à Buenos Aires, dans l'atelier de Miguel Dávila. En 1989, elle commence ses études dans l'atelier de Clever Lara, puis, en 1992, étudie le dessin avec les professeurs Guillermo Fernández et Martín Rodríguez. Elle étudie les beaux-arts en Argentine, au Brésil et en Uruguay.
Son travail se concentre aujourd'hui sur les mandalas et la philosophie qui les inspire.